# Ghiacciaio Italia
Il ghiacciaio Italia è  un ghiacciaio  ubicato nel parco nazionale Alberto de Agostini, nella porzione cilena della Terra del Fuoco. Scorre verso il basso in direzione sud-ovest fino al canale di Beagle.